# Paul Loicq
Paul Loicq (* 11. August 1888 in Brüssel; † 26. März 1953 in Sint-Genesius-Rode) war ein belgischer Eishockeyspieler, -schiedsrichter und -funktionär.

## Karriere
Paul Loicq studierte an der Universität Brüssel Rechtswissenschaft. Später diente er im Ersten Weltkrieg in der belgischen Armee. Der Belgier, der als Jugendlicher das Schlittschuh laufen erlernte, gehörte von 1919 bis 1924 zum Kader der belgischen Eishockeynationalmannschaft, mit der er an den Olympischen Spielen 1920 in Antwerpen, bei denen er mit seiner Mannschaft im eigenen Land den siebten und somit letzten Platz belegte, teilnahm. Das einzige Spiel im Turnierverlauf ging mit 0:8 gegen Schweden verloren.
Bereits als aktiver Eishockeyspieler wurde Loicq Präsident der Koninklijke Belgische IJshockey Federatie. In diesem Amt war er von 1920 bis 1935 tätig. Parallel war er von 1922 bis 1947 Präsident der Internationalen Eishockey-Föderation IIHF, nachdem er von 1920 bis 1922 deren Vizepräsident war. Mit 25 Jahren an der Spitze der IIHF ist er bis heute die Person mit der längsten Amtszeit innerhalb des Verbandes. Während seiner Amtszeit machte der Eishockeysport große Fortschritte und erfreute sich nicht nur in Europa deutlich größerer Beliebtheit, sondern wurde darüber hinaus ein fester Bestandteil im Programm der Olympischen Winterspiele. Neben seiner Managementtätigkeit war er im Anschluss an seine aktive Karriere von 1924 bis 1937 als Schiedsrichter aktiv und leitete auf internationaler Ebene 65 Spiele bei Welt- und Europameisterschaften sowie den Olympischen Spielen. Aufgrund seines Engagements als Schiedsrichter gründete er das International College of Referees.
Im Zweiten Weltkrieg diente Loicq erneut in den belgischen Streitkräften und wurde zum Oberst befördert. Während der deutschen Besatzung in Belgien war er im Widerstand aktiv und nahm als einer der Vertreter Belgiens an den Nürnberger Prozessen teil. Er starb 1953 im Alter von 64 Jahren. Postum wurde er zunächst 1961 in die Hockey Hall of Fame und schließlich 1998 in die ein Jahr zuvor gegründete IIHF Hall of Fame aufgenommen. Ihm zu Ehren erhielt die seit 1998 von der IIHF vergebene Auszeichnung für Personen, die einen außergewöhnlichen Beitrag zur Entwicklung des Eishockey und der IIHF beigetragen haben, den Namen Paul Loicq Award.

## Erfolge und Auszeichnungen
- 1961 Aufnahme in die Hockey Hall of Fame
- 1998 Aufnahme in die IIHF Hall of Fame